# Peñamellera Baja
Peñamellera Baja is een gemeente in de Spaanse provincie en regio Asturië met een oppervlakte van 83,85 km². Peñamellera Baja telt 1.253 inwoners (1 januari 2016).

## Demografische ontwikkeling
Bron: INE, 1857-2011: volkstellingen
Opm.: Tot 1897 behoorde Peñamellera Baja tot de gemeente Peñamellera